# Альфа Центавра (телепрограма)

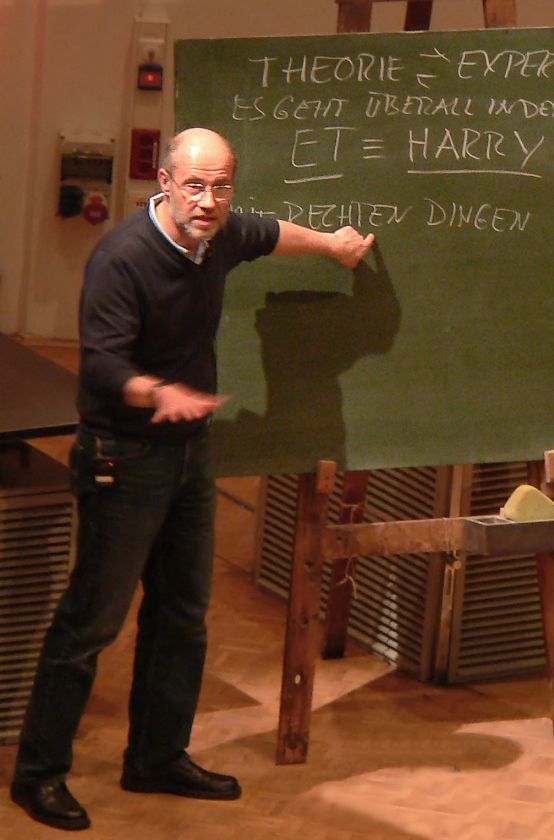
Гарольд Леш під час публічного виступу

α-Цента́вра (нім. α-Centauri) — телепрограма німецького освітнього каналу BR-alpha (тепер ARD alpha), в якому астрофізик Гаральд Леш у приблизно 15-хвилинних епізодах у науково-популярній формі відповідав на запитання з астрономії та астрофізики, а іноді також з фізики й філософії. Програма регулярно виходила раз на два тижні з 1998 по 2007 рік, всього знято 217 епізодів. Після її закриття Леш і далі створював інші астрономічні науково-популярні програми — «Космос Леша» і «Спитай Леша».

## Формат програми
Особливістю програми були декорації, що нагадували класну кімнату ХІХ століття, економне використання візуального матеріалу (здебільшого лише крейда й губка для дошки, меблі та картини) та емоційний стиль презентацій лектора.
Більшість епізодів були подібні за форматом. Початкові та заключні титри супроводжував музичний твір «Scotty's Arrival» Стіві Бі-Зета. Після вступних титрів і відносно короткого вступу ведучий писав крейдою на шкільній дошці назву епізоду у формі запитання. Оздоблення часто доповнювали зображення або короткий відеоряд, пов'язаний з темою програми, спроєктовані на стіну за дошкою. Епізод зазвичай закінчувався цитатою видатної особистості.
Формат утвердився лише протягом серіалу. Проєкційна дошка замінила дошку для писання крейдою в другому і третьому епізодах, але потім автори знову повернулись до крейдової дошки. Потім була серія програм, у яких Леш сам малював на дошці. Однак незабаром відмовилися від не дуже змістовних ілюстрацій. Наступна фаза тривала приблизно до середини 2001 року, коли зображення були прикріплені до задньої частини дошки та відкривалися поворотом екрана під час вступних слів. З початку 2001 року зображення дедалі частіше вставляли безпосередньо у відео. Малюнок, прикріплений до дошки, востаннє використовувався на початку 2002 року.
Втім усталений формат не був абсолютно суворим. Іноді його елементи використовували грайливо, наприклад, в ефірі 19 серпня 2001 (Як буде виглядати майбутнє Всесвіту?), в якому титри «перемотують», щоб завершити шоу альтернативним фіналом, або в ефірі 27 жовтня 2002 (Чи вода чарівна?), у якому шоу вдруге починається з титрів після короткого попереднього вступу. Крім того, два епізоди від 30 вересня 2001 (Чи існують інопланетяни?) і 14 жовтня 2001 (Що було до Великого вибуху?) зняли на Днях науки про життя в Мюнхені, де Леш виступав перед аудиторією.

## Закінчення виробництва
Від першої трансляції 27 вересня 1998 року до 31 січня 2007 року нові епізоди виходять кожні 14 днів. Потім виробництво призупинили, і відтоді BR Fernsehen і ARD alpha транслювали повтори попередніх 217 програм.
У кінці лютого 2007 року на вебсайті шоу опублікували повідомлення про те, що на 2008 рік плануються нові епізоди, однак приблизно за місяць повідомлення видалили. У квітні стаття в журналі «Sterne und Weltraum» описала це як «перерву у виробництві», яку речник телеканалу пояснив бажанням використати вивільнений бюджет для нового проєкту.
Тим часом Леш домовився з каналом ZDF і з вересня 2008 року став вести там науково-популярну програму «Пригодницькі дослідження» (нім. Abenteuer Forschung), у 2014 році перейменований на «Космос Леша» (нім. Leschs Kosmos). У цей час вебсайт BR-alpha також заявив, що Гаральд Леш більше не може працювати над програмами «Альфа Центавра» через його велику завантаженість.
З 2010 по 2017 рік Гаральд Леш також розглядав фізичні та філософські проблеми на каналі ZDFneo у 15-хвилинній програмі «Космос Леша», перейменованій у 2013 на «Спитай Леша» (нім. Frag den Lesch).
Усі 217 епізодів програми «Альфа Центавра» випущено на 22 DVD.